# S・A・T (プロレス)
S・A・T（サット）は、日本のプロレス団体であるプロレスリング・ノアで活動していたプロレスラーのユニットである。2011年4月頃から2012年まで活動していた。別名は、秋山軍（あきやまぐん）、秋山・齋藤軍（あきやま・さいとうぐん）など。

## 概要
2011年1月15日大阪府立体育会館大会、欠場していた秋山準が復帰。復帰戦で、かつてスターネスでコンビを組んでタッグ王座を獲得したことのある齋藤彰俊と組んで試合を行った。試合には負けたが、このタッグが好感触であったことから、同年4月のグローバル・タッグ・リーグ戦に正式にタッグを再結成して参加することとなった。そして、見事に優勝を飾った。その後、5月8日の有明コロシアム大会においてGHCタッグ王座に挑戦するが、敗北する。しかし、その後もタッグを継続した。
その間、ノアにおいては新ユニットのNO MERCYやANTI NO MERCY UNION（ANMU）が結成されるなど、ユニットの設立とユニット抗争の活発化が徐々に進行。そのため、ユニット間の位置関係を把握しやすいようにメディア（日本テレビやプロレス雑誌など）により、秋山と齋藤のコンビを便宜上「秋山軍」と仮称することが多くなり、その仮称が定着した。なお、その頃においては正式なユニット名称はメンバーから発表されていない。
前述の経緯から、秋山軍のユニット発足の時期は特定できないが、秋山・齋藤のタッグの本格的再始動となった2011年4月頃とみる向きが多い。
2012年3月からノアの他のユニットとの抗争に積極的に絡んでいくことを発表し、ノアが旗揚げした頃の勢いを取り戻すための戦いを行っていくという、旗揚げ時から団体を盛り上げていた秋山・齋藤ならではのテーマを掲げた。
のちに、鈴木鼓太郎・青木篤志・潮崎豪らが合流し、勢力を増した。
2012年12月、メンバー5人中4人（秋山、鈴木、青木、潮崎）が、同年12月末日をもって退団・離脱したため、グループは解散する。2013年、退団した4人に金丸義信を加えた5人は、全日本プロレスに定期参戦（のちに正式所属）し、バーニングを結成した。一方、フリー参戦していた齋藤は4人と行動をともにせず、以降もノアへ参戦を継続している。

## ユニット名
当初はユニット名は正式名称が定められていないために、長期間にわたり便宜的に中心選手の名を取り「秋山軍」と各種メディアで使用され、それが定着していた。他にも秋山準と齋藤彰俊を中心に結成された為、秋山・齋藤軍（あきやま・さいとうぐん）などとも仮称されていた。その後、2012年5月9日に正式なチーム名「S・A・T」が発表された。
S・A・Tは、メンバー5人の姓のイニシャルS（齋藤・潮崎・鈴木）とA（秋山・青木）と「チーム」の頭文字のTを合わせたもの。さらに、これに英語で「特別襲撃隊」という意味のSpecial Assault Team（スペシャル・アサルト・チーム）を掛けている。青木篤志が考案。

## 経歴
2011年4月、秋山準と齋藤彰俊が正式にタッグ再結成を公表し、グローバル・タッグ・リーグ戦2011に参戦。シリーズ最終戦の4月29日後楽園ホール大会で、公式戦終了時点で参加チーム最多得点となり、タッグ・リーグ優勝を飾った。
同年5月8日、有明コロシアム大会において高山善廣&佐野巧真の保持するGHCタッグ王座に挑戦するが、敗北する。
同年10月23日、全日本プロレスの両国国技館大会で、同団体の諏訪魔が保持する三冠ヘビー級王座へ挑戦し、見事王座を奪取した。
2012年1月22日大阪府立体育会館大会、新日本プロレスのBAD INTENTIONSが保持していたGHCタッグ王座を奪取。試合後コメントで秋山準が、齋藤彰俊を2011年で契約満了とし2012年からフリー契約としたノア経営陣に対して批判をし、それが話題となった。
同年2月3日全日本プロレス後楽園大会、秋山準が保持する三冠ヘビー級王座に大森隆男が挑戦したが、スターネスダストαで同王座2度目の防衛に成功し、次期挑戦者に武藤敬司を指名した。
2月19日ALL TOGETHER仙台大会、セミファイナルで行われたタッグマッチ、秋山準&大森隆男VS武藤敬司&小橋建太が行われ、秋山が武藤にムーンサルトプレスから直接ピンフォール負けを喫した。
同年3月18日の横浜文化体育館大会でGHCタッグ選手権試合として潮崎豪&小橋建太との対戦が決定していたが、2月22日、小橋建太が左脛骨骨折、右膝内側側副靭帯損傷ならびに右脛骨挫傷を19日の仙台大会で負ってしまい全治2か月で欠場。これを受けてはタイトルマッチは白紙となった。しかし、2月25日、白紙となった横浜の試合が、秋山準&齋藤彰俊VS武藤敬司&潮崎豪のスペシャルタッグマッチに変更。さらに3月1日、その試合がGHCタッグ王座を賭けたタイトルマッチに変更された。
3月18日の横浜大会で、秋山組が勝利し王座防衛。試合後にANTI NO MERCY UNIONの潮崎豪、青木篤志、鈴木鼓太郎の3人に対し、ノア設立時の勢いと取り戻すためにユニット加入を要請。青木・鈴木はこれに応じたが、潮崎は加入・共闘は拒絶した。なお、秋山はこの3人の勧誘の理由として、ノア設立時の中心選手であった三沢光晴・小橋建太・秋山準の付人であったことから、その精神を引き継いでいることを挙げ、ノア設立時の勢いを取り戻すために必要な人材としている。
その後、4月14日大阪大会のグローバル・タッグ・リーグ戦公式戦・秋山&齋藤vs高山&マイバッハの試合で、秋山がマイバッハから暴行を受けているところを潮崎が救済し、その後に正式に潮崎が秋山軍加入を宣言した。
5月9日の後楽園ホール大会で、正式なチーム名が「S・A・T」と決定したことが発表された。
7月22日、両国国技館大会で、秋山&齋藤がGHCタッグ選手権、鈴木&青木がGHCジュニアヘビー級タッグ選手権でそれぞれ敗北し、王座から陥落する。また、同日に潮崎がGHCヘビー級選手権に挑戦するも敗北。S・A・Tは保持していた3王座のうち2王座を失う。残る秋山の三冠ヘビー級のベルトも、8月26日に王座陥落。

## メンバー
- 秋山準 - 発足メンバー、リーダー
- 齋藤彰俊 - 発足メンバー
- 鈴木鼓太郎 - 2012年3月18日加入
- 青木篤志 - 2012年3月18日加入
- 潮崎豪 - 2012年4月26日加入

## 戦績
シングル王座
- 三冠ヘビー級王座（第44代）- 秋山準（4回防衛）

タッグ王座
- GHCタッグ王座（第23代、第26代）- 秋山準&齋藤彰俊（3回防衛）、潮崎豪&斎藤彰俊
- GHCジュニアヘビー級タッグ王座（第15代）- 鈴木鼓太郎&青木篤志（加入前より保持、7回防衛）

リーグ・トーナメント等（タッグ）
- グローバル・タッグ・リーグ戦優勝（2011年） - 秋山準&齋藤彰俊

受賞
プロレス大賞
- 殊勲賞（2011年）- 秋山準

## 備考
- 全日本プロレスにおいて2000年にバーニングを脱退した秋山が結成した、当ユニット仮称と同名称の「秋山軍」があったが、当ユニットとの関連性は無い。
- ノアにおいても、秋山が率いたスターネスが2000年のユニット結成直後のユニット名未定時に秋山軍と呼称されていたが、現在の秋山軍とは別として扱われる。